# Cratere Mineur
Mineur è un cratere lunare di 72,28 km situato nella parte nord-orientale della faccia nascosta della Luna.